# Açude Sabugi
Açude Sabugi, também conhecido por Açude Público Santo Antônio,  é uma represa localizada no Rio Sabugi na cidade de São João do Sabugi estado do Rio Grande do Norte.

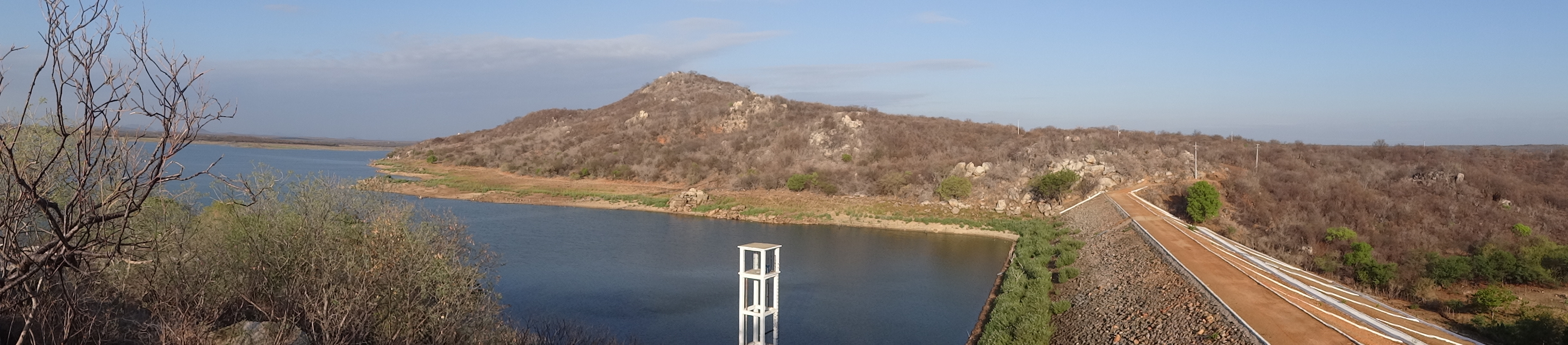
vista da parede do açude

## Histórico
O Açude Santo Antônio é alimentado pelo rio Sabugi. Pertence à sub-bacia do Rio Sabugi, que faz parte da bacia do Rio Piranhas-Açu. É administrado pelo DNOCS - Departamento Nacional de Obras Contra as Secas. Sua bacia ocupa uma área de 1.340 hectares, com capacidade para 65.334.000 m3. 
A média de chuva anual na região é por volta de 730mm anuais. 

## Reservatório	Açude Sabugi
- Finalidade	Abastecimento humano, abastecimento.
- Estado	RN  Município	 São Joao do Sabugi
- Capacidade (1.000 m3)	65.335
- Volume Morto (1.000 m3)	4.124
- Cota soleira sangradouro/vertedouro (m)	96,00
- Cota do coroamento (m)	100,00
- Bacia Hidráulica (m2)	12.603.700,00[1]

## Inauguração
O açude foi inaugurado em 22/04/1965 pelo então presidente da república Humberto de Alencar Castelo Branco. Estavam presentes ao evento os ministros Juarez Távora, Ernesto Geisel e o governador do Rio Grande do Norte, Valfredo Gurgel

## Galeria

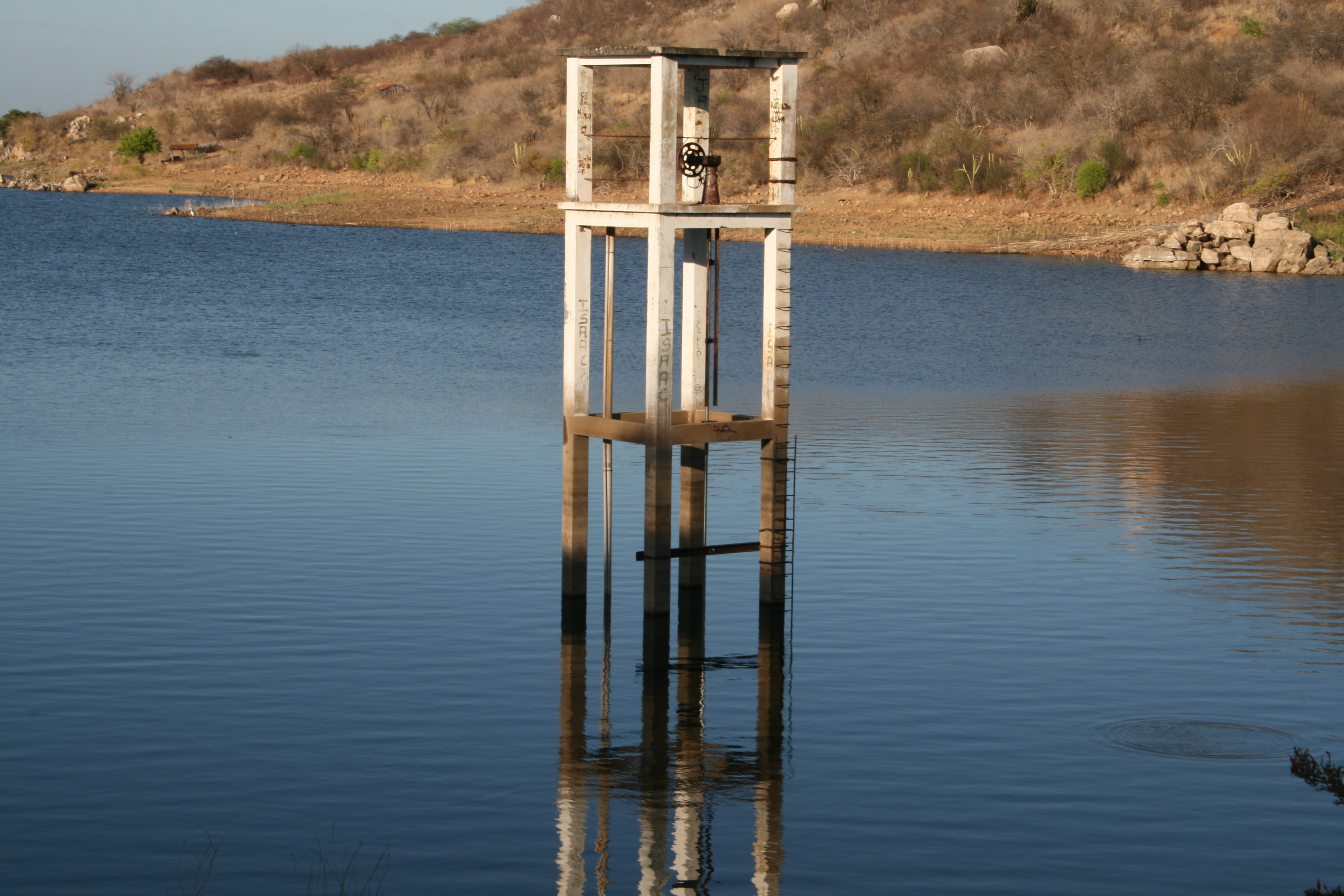
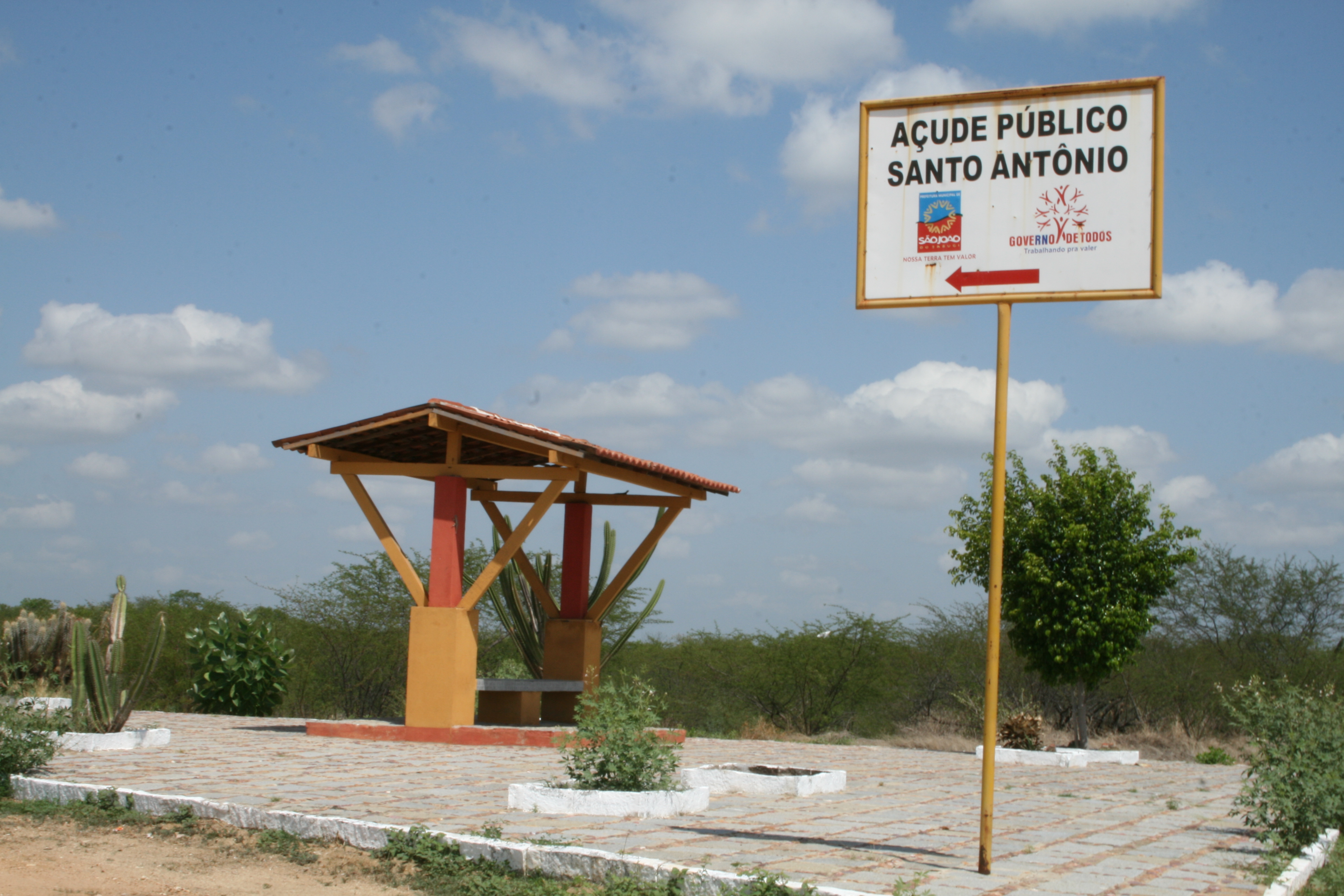
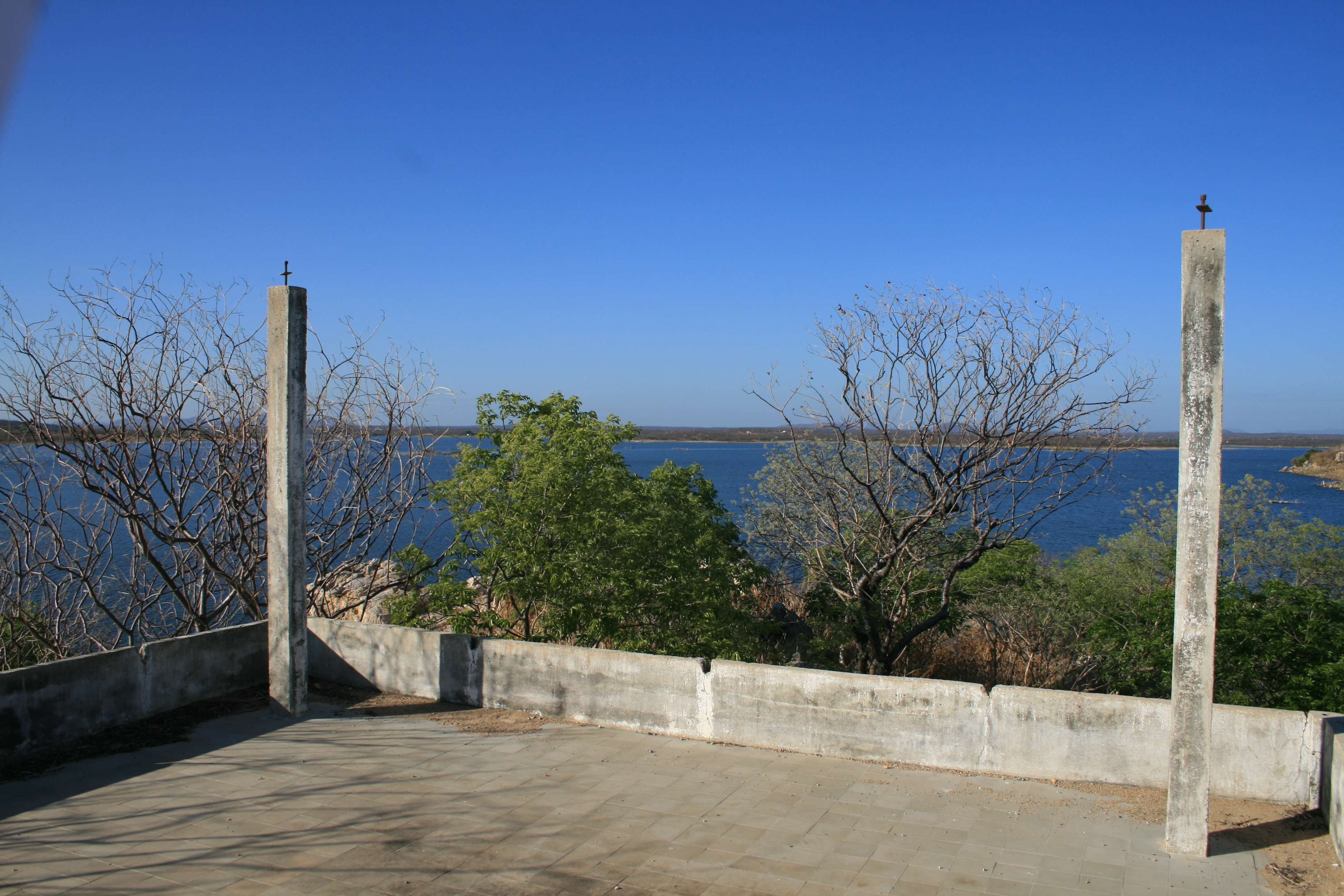
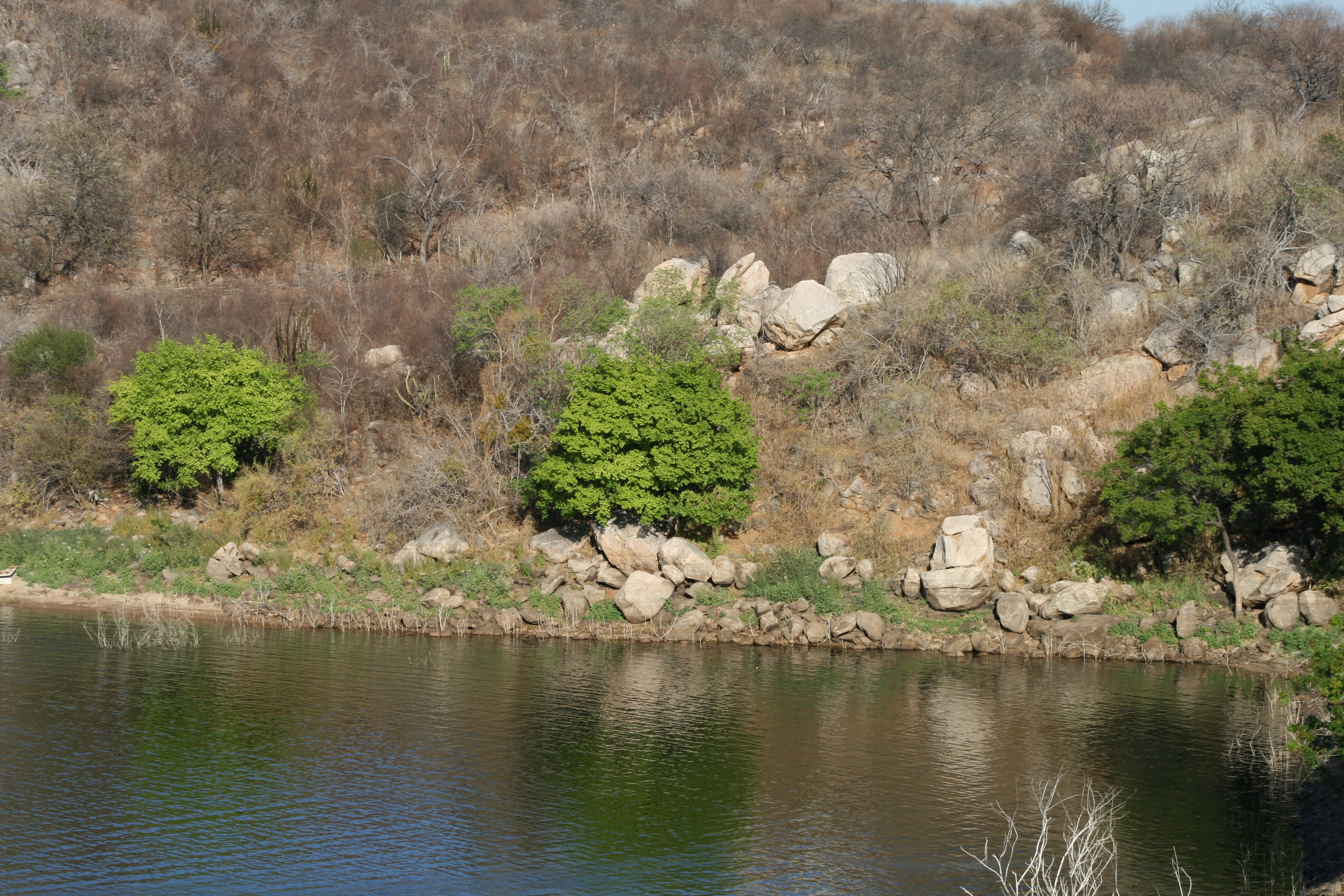
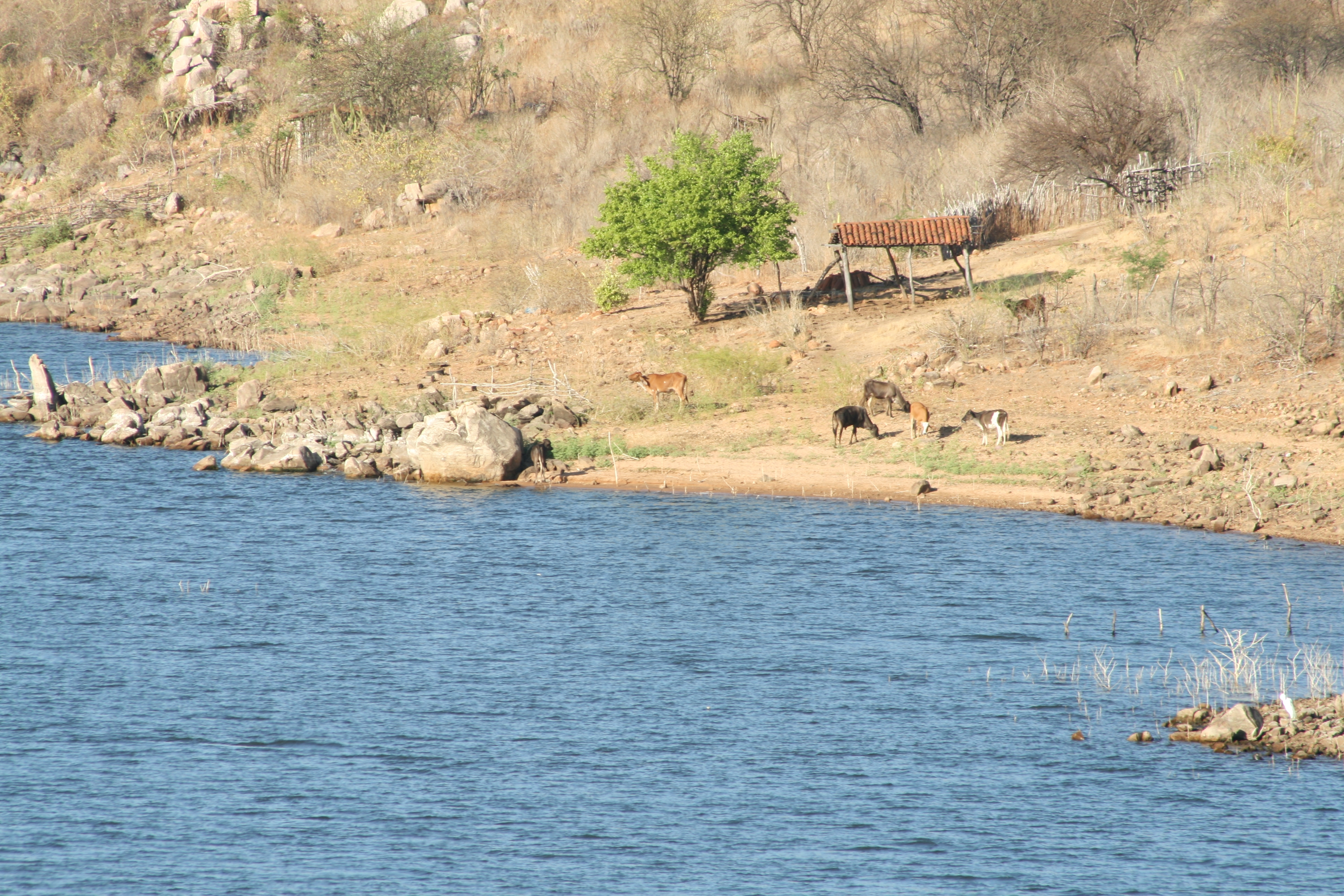
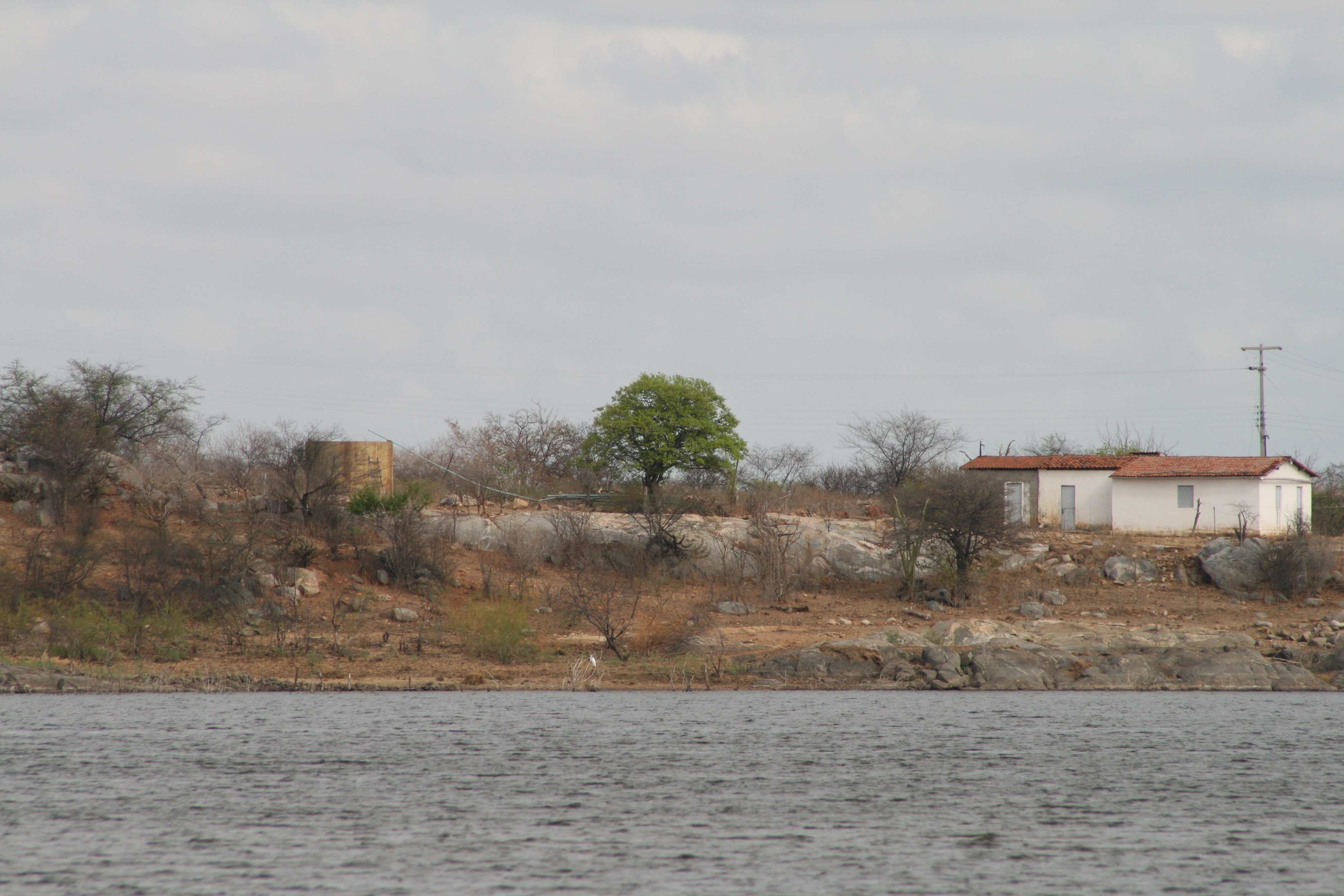
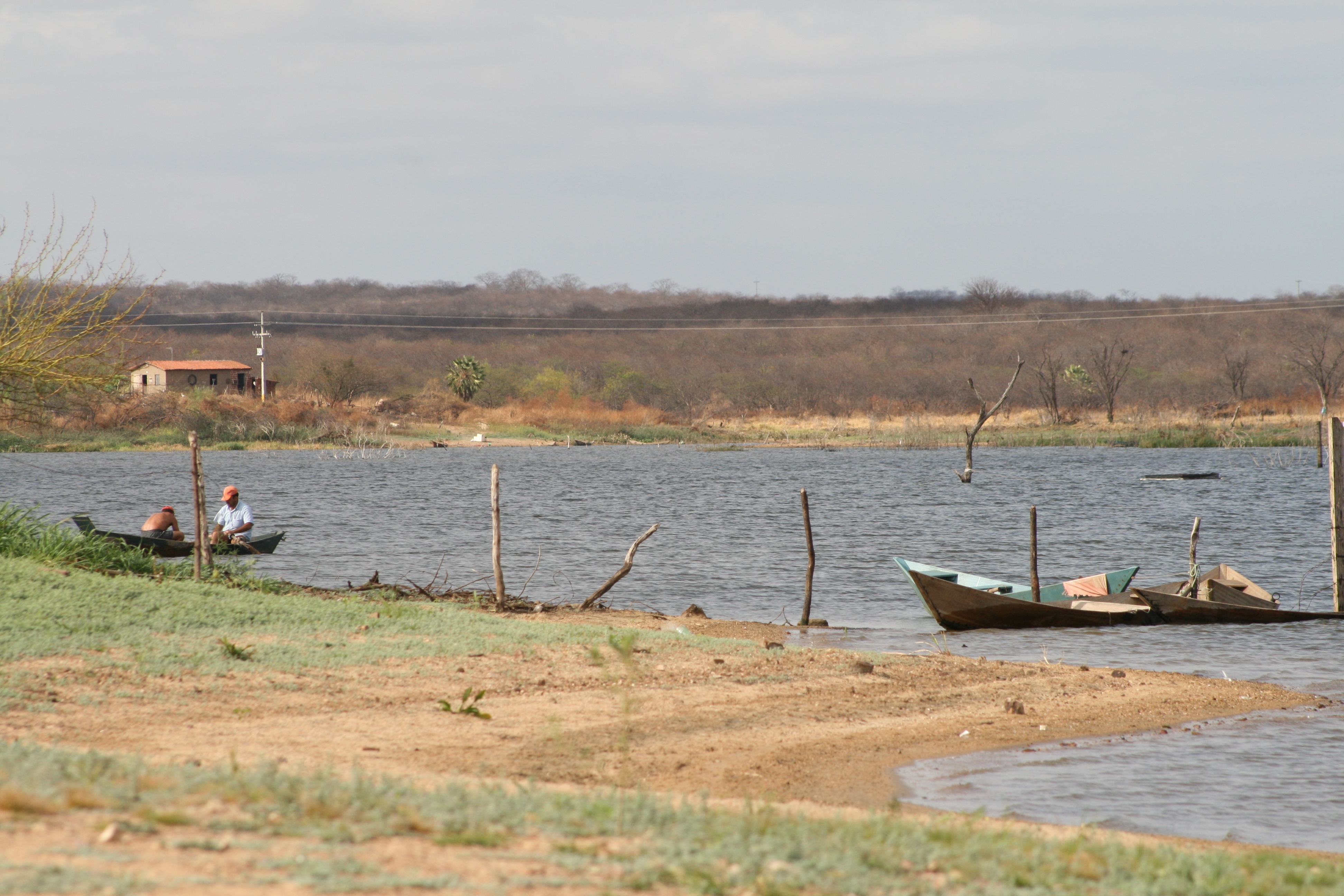
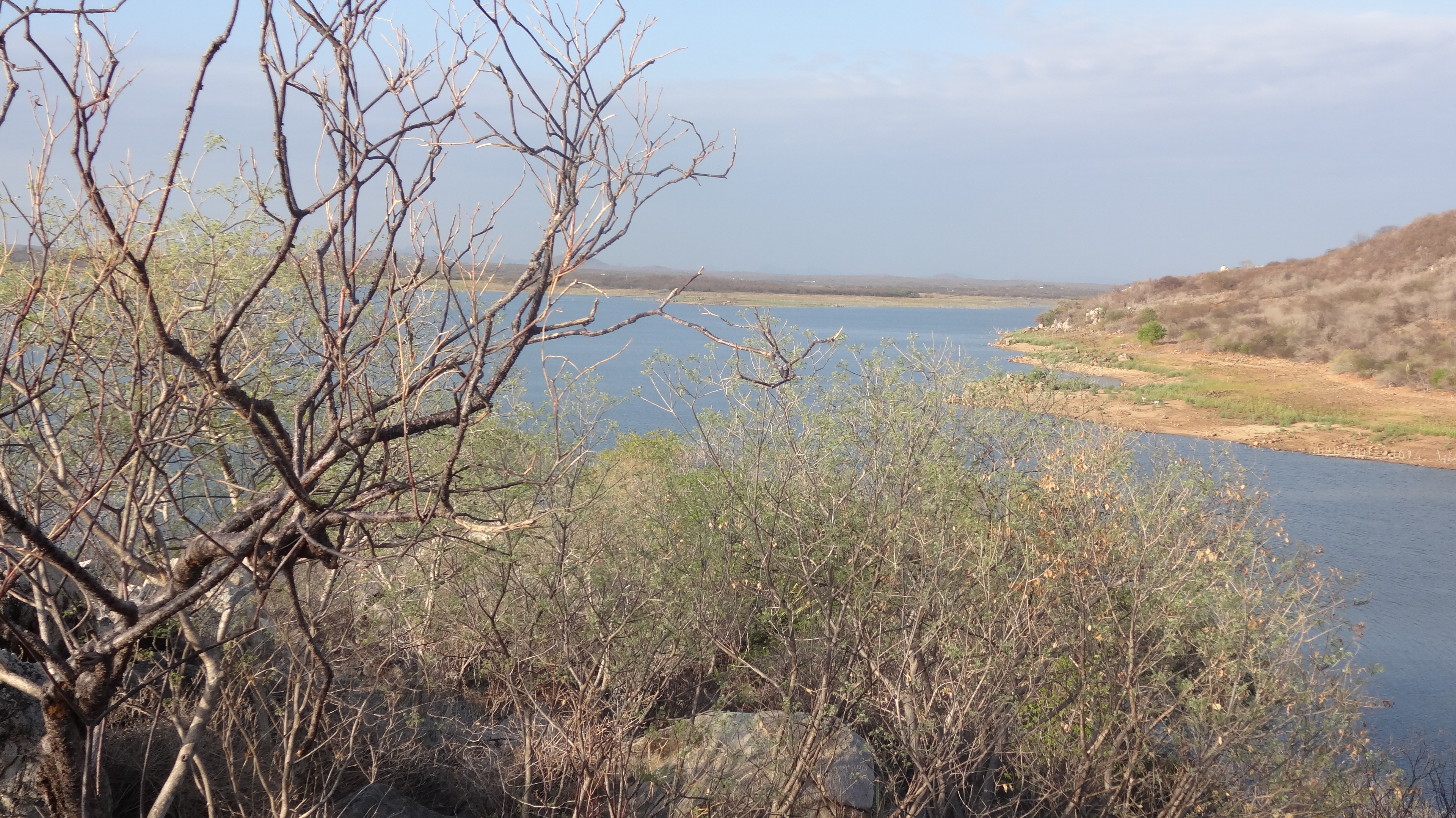
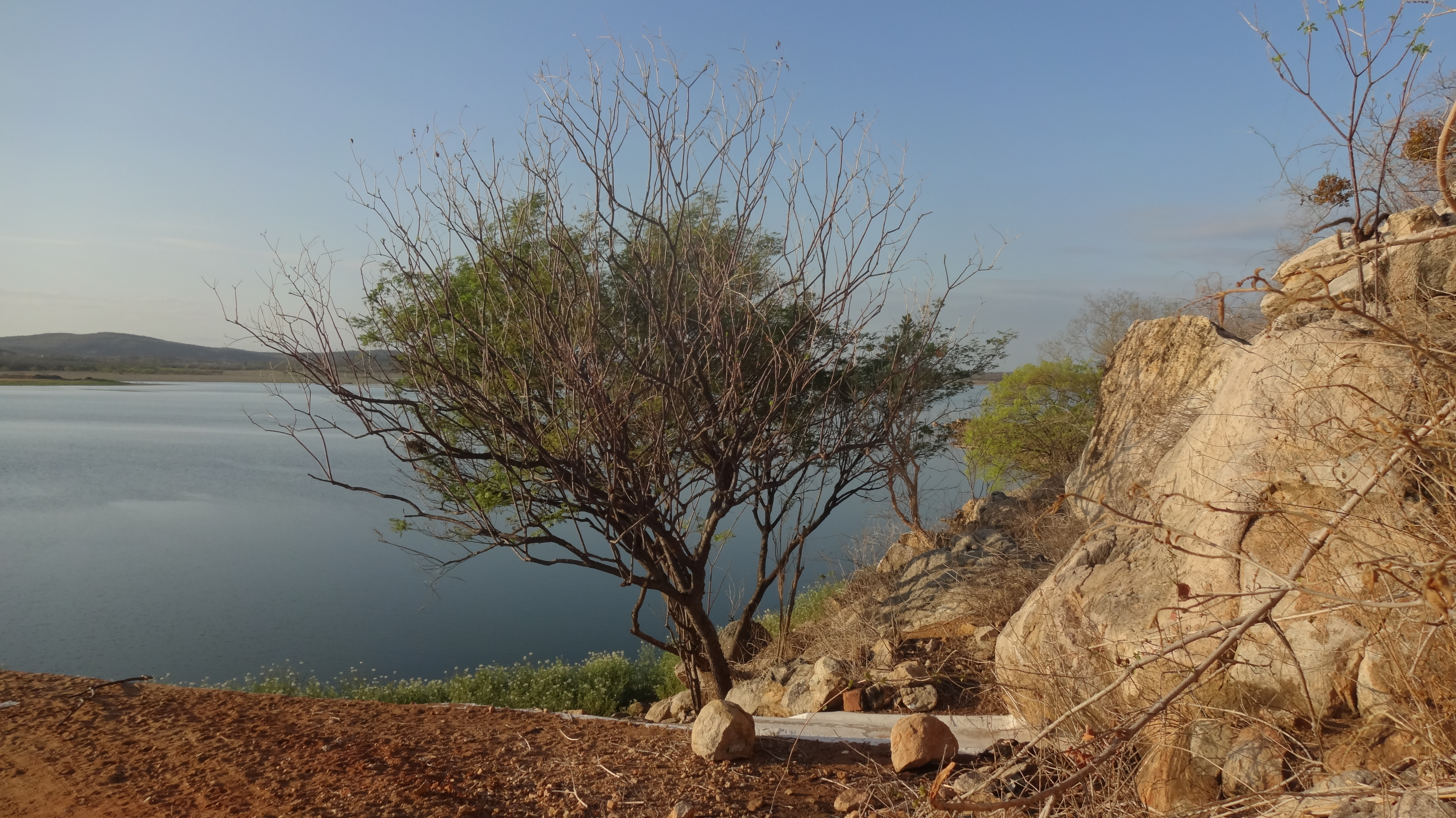
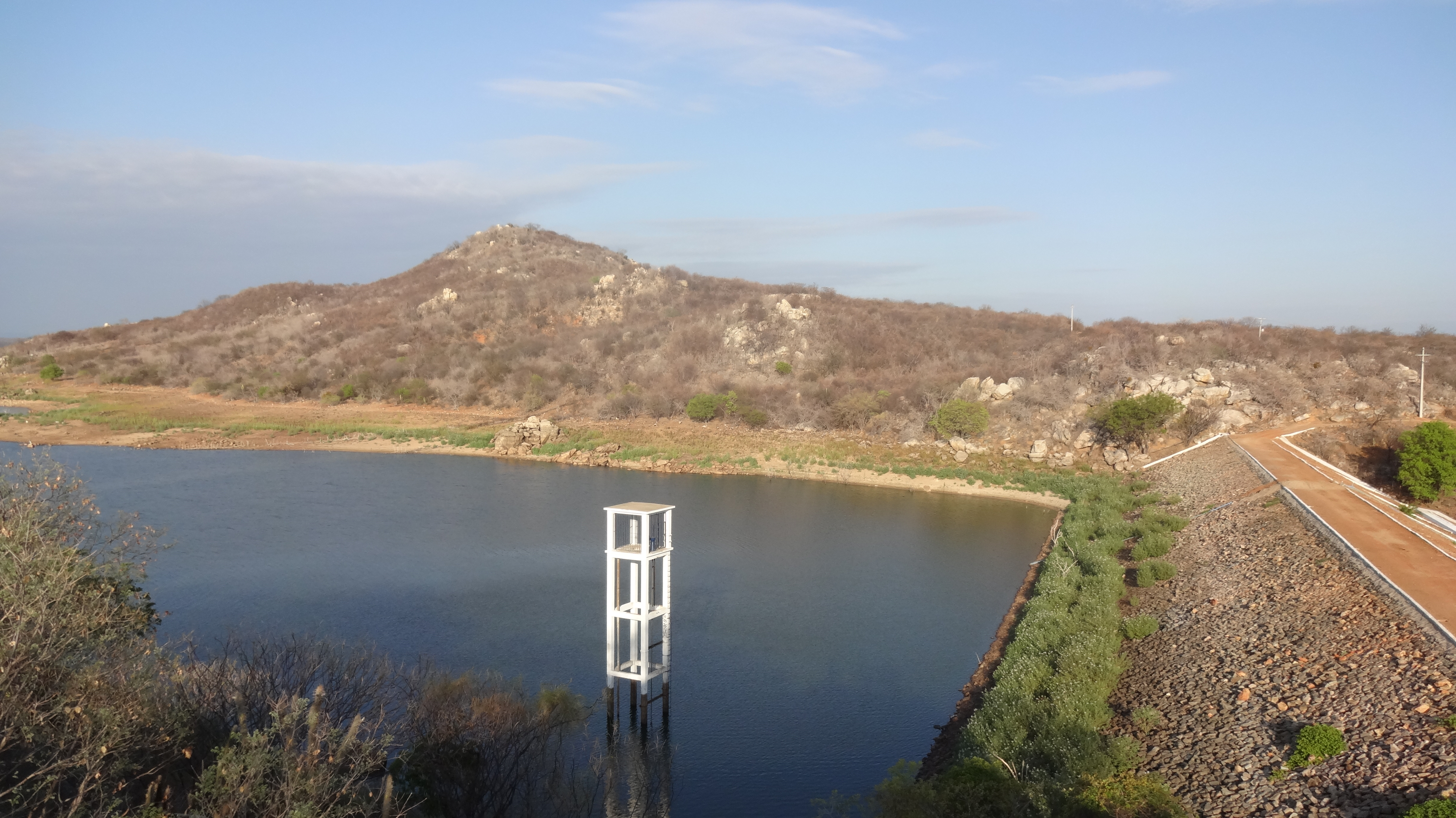
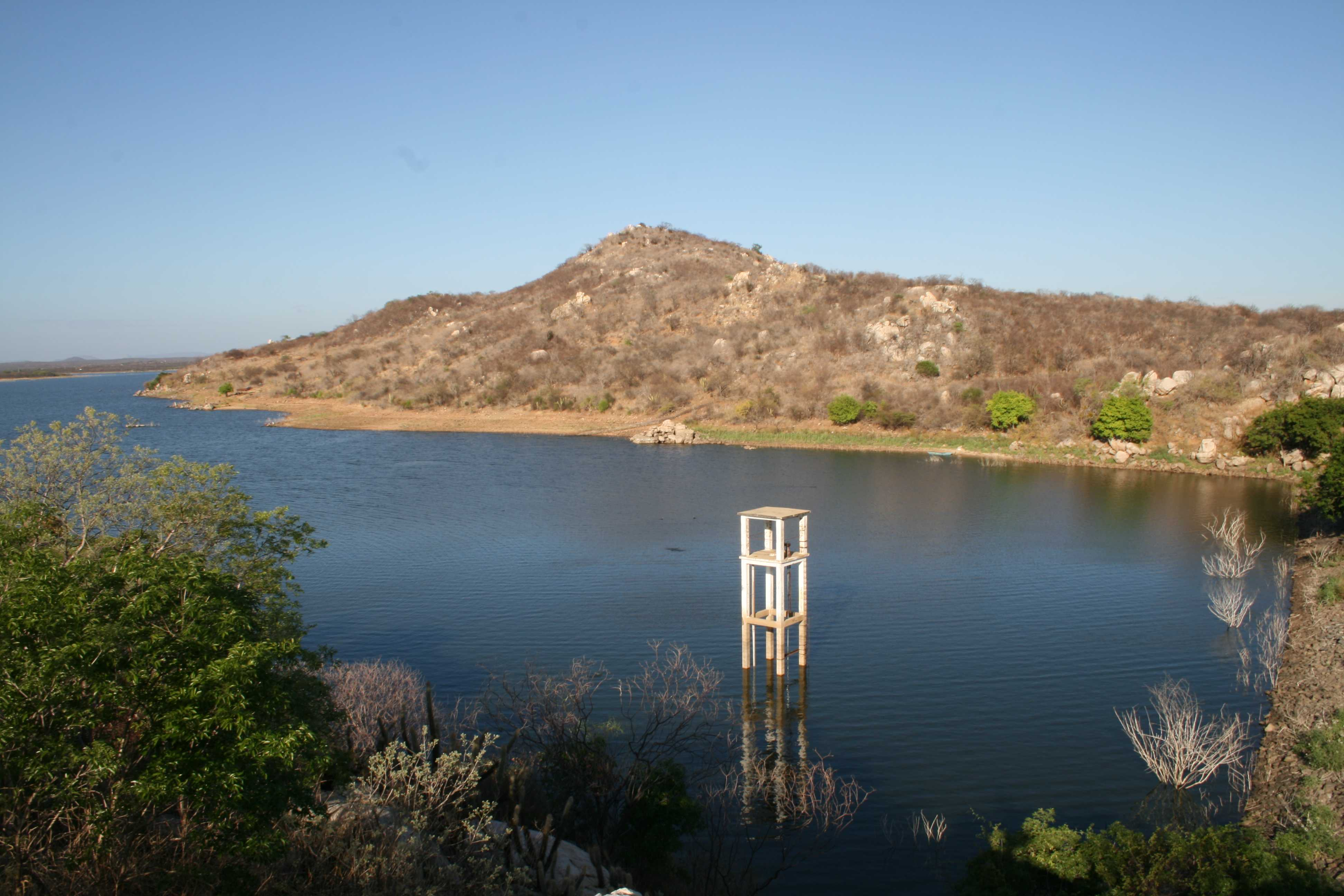
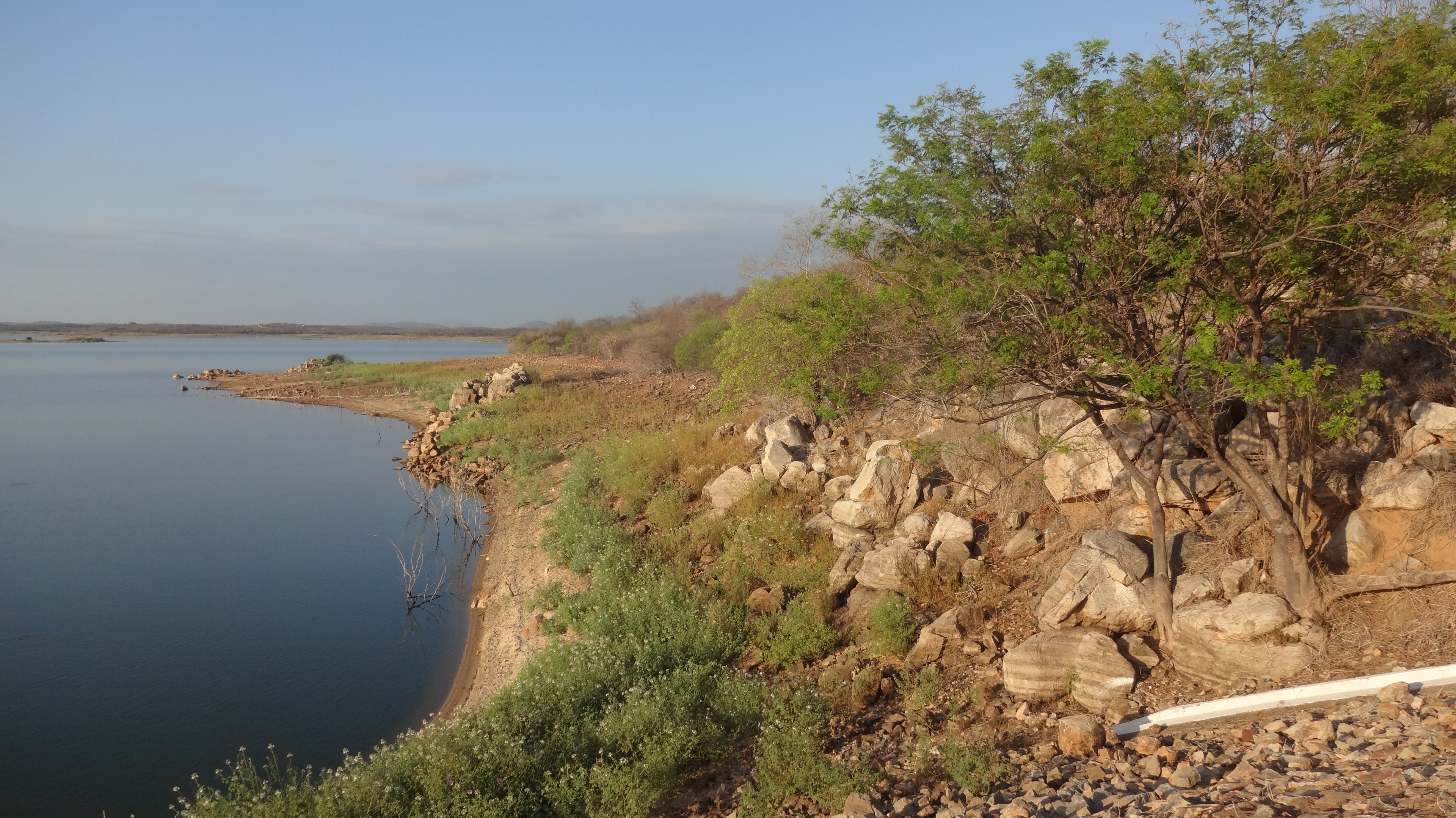
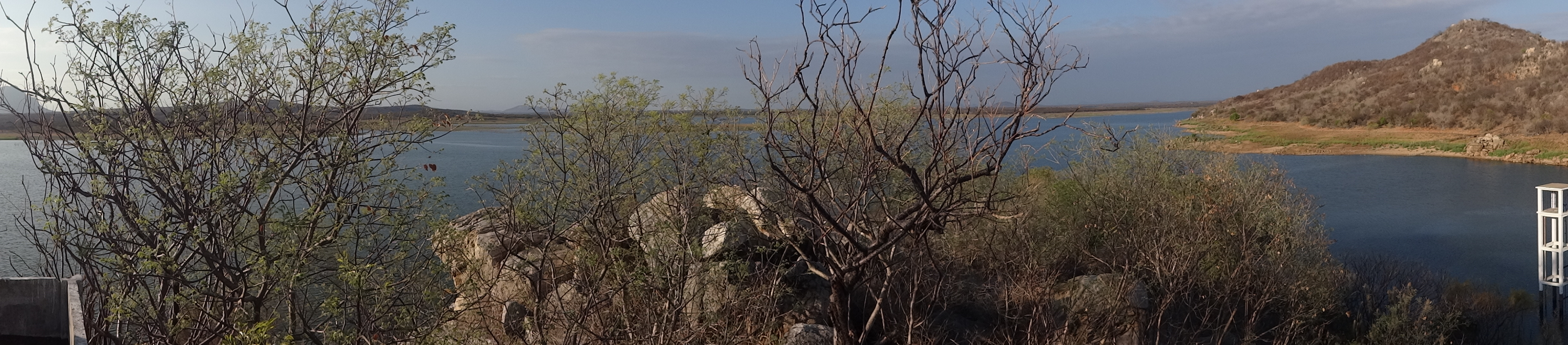
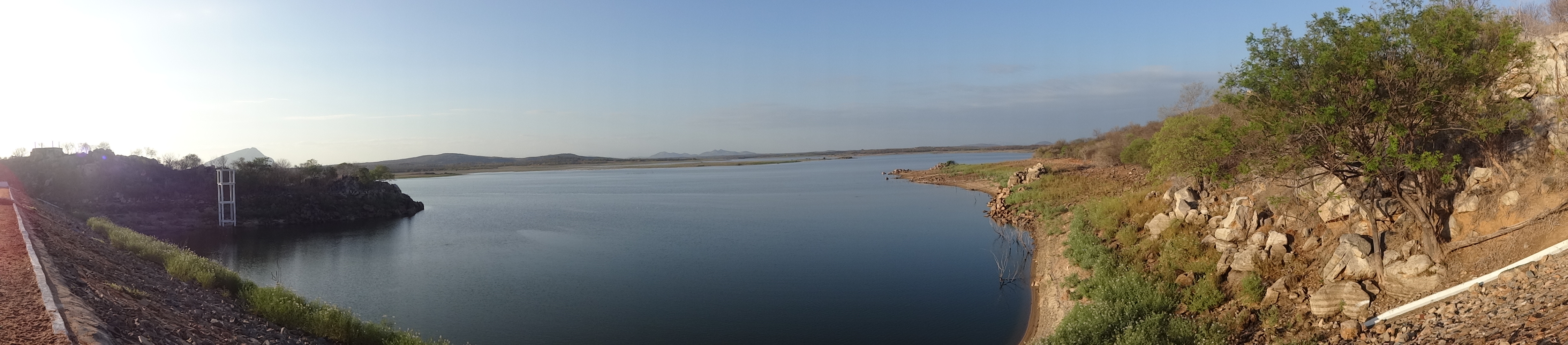